# Kurt and Courtney
Pour plus de détails, voir Fiche technique et Distribution.
Kurt and Courtney est un film documentaire réalisé en 1998 par le britannique Nick Broomfield, consacré à la vie de Kurt Cobain et en particulier à sa relation avec Courtney Love. Le film a relancé la polémique autour des causes de la mort de Kurt Cobain en enquêtant sur la thèse du meurtre. Il est par ailleurs très centré sur Courtney Love, dont il fait un portrait peu flatteur à travers des interviews et de nombreuses séquences montrant comment la chanteuse a tenté d'empêcher le projet d'aboutir.

## Synopsis
Le début du film est centré sur Kurt Cobain. Après une présentation générale du personnage et des conditions de sa mort (selon la version officielle), Broomfield interviewe différentes personnes qui l'ont connu dans sa jeunesse comme sa tante Mary, également musicienne, qui lui a permis de faire ses premiers enregistrements, et sa première petite amie sérieuse. Broomfield tourne ensuite son attention vers les théories « alternatives » à la version officielle du suicide. Il interroge Hank Harrison, le père de Courtney Love, qui pense que celle-ci a fait tuer son mari et a écrit deux livres à ce sujet. Le détective privé Tom Grant est également interviewé. Engagé par Love pour retrouver Cobain qui était porté disparu, Grant a poursuivi son enquête après la découverte du corps, et a conclu à l'impossibilité du suicide. Enfin, Broomfield interroge « El Duce », chanteur du groupe « The Mentors », qui affirme que Love lui a proposé 50 000 dollars pour abattre Cobain. On apprend plus tard dans le film qu'El Duce, en état d'ivresse, a trouvé la mort en se faisant renverser par un train.
Après avoir présenté les principaux tenants de la thèse du complot, le film tend à s'en distancer. Broomfield réfute les arguments médicaux utilisés par Grant, et confronte le père de Courtney Love à propos de son ressentiment envers elle. À ce point de son enquête, Broomfield déclare ne plus croire aux théories du complot, d'accord en cela avec certains proches de Cobain qu'il a présenté comme sa tante Mary ou son meilleur ami Dylan Carlson.
Cette partie du documentaire consacrée à l'examen des thèses de meurtre recentre le documentaire sur Courtney Love, personnage central de ces théories. Outre son père qui la dénigre longuement, Broomfield présente un ex petit ami de Love, ancien musicien qui lui reproche vivement d'avoir détruit sa carrière. Une journaliste britannique, qui avait entrepris d'écrire un livre sur le couple du vivant de Cobain, explique que Love l'a agressée physiquement, et qu'elle a reçu des menaces téléphoniques de Cobain. Par ailleurs, tout au long du film, Broomfield montre les difficultés que lui a causé Love pendant le tournage, qu'il interprète comme une volonté de faire échouer le projet : refus de le rencontrer, refus de le laisser utiliser des chansons de Nirvana (dont Love détient les droits), pressions sur la BBC et MTV pour qu'ils retirent leur soutien financier au film. La fin du documentaire est essentiellement consacrée à cet aspect. Elle montre comment Broomfield est parvenu à prendre la parole dans une réunion de l'union américaine pour les libertés civiles pour dénoncer le choix de Courtney Love comme invitée d'honneur, qui lui parait intolérable étant donné la détermination qu'elle a montré à tenter de l'empêcher d'exercer sa liberté d'expression, droit fondamental que l'association est censée protéger.

## Fiche technique
- Titre : Kurt and Courtney
- Réalisation : Nick Broomfield
- Musique : David Bergeaud et Dylan Carlson
- Photographie : Joan Churchill et Alex Vendler
- Montage : Mark Atkins et Harley Escudier
- Production : Nick Broomfield et Ben Silverman
- Société de production : Strength Ltd.
- Société de distribution : Pretty Pictures (France)
- Pays de production :  Royaume-Uni
- Genre : Documentaire
- Durée : 95 minutes
- Dates de sortie : 
  - Royaume-Uni : 27 février 1998
  - France : 25 novembre 1998